# Trapt (álbum)
Trapt es el disco debut de la banda del mismo nombre Trapt. El disco llegó hasta la posición número 42 de la Billboard 200 convirtiéndose en disco de platino en noviembre de ese mismo año. En este disco se encuentra incluido el sencillo más popular de la banda, Headstrong.

## Lista de canciones
1. "Headstrong" – 4:46
2. "Made of Glass" – 3:30
3. "Hollowman" – 5:04
4. "These Walls" – 4:06
5. "Still Frame" – 4:31
6. "Echo" – 4:12
7. "The Game" – 5:05
8. "When All Is Said And Done" – 4:16
9. "Enigma" – 4:42
10. "Stories" – 3:56
11. "New Beginning" – 9:13

## Posiciones
| Año  | Canción     | Listas                 | Posición |
| ---- | ----------- | ---------------------- | -------- |
| 2004 | Echo        | Mainstream Rock Tracks | 13       |
| 2004 | Echo        | Modern Rock Tracks     | 10       |
| 2003 | Headstrong  | Mainstream Rock Tracks | 1        |
| 2003 | Headstrong  | Modern Rock Track      | 1        |
| 2003 | Headstrong  | The Billboard Hot 100  | 16       |
| 2003 | Still Frame | Mainstream Rock Tracks | 1        |
| 2003 | Still Frame | Modern Rock Tracks     | 3        |
| 2003 | Still Frame | The Billboard Hot 100  | 69       |

- Datos: Q3283337